# Videojuego de simulación económica

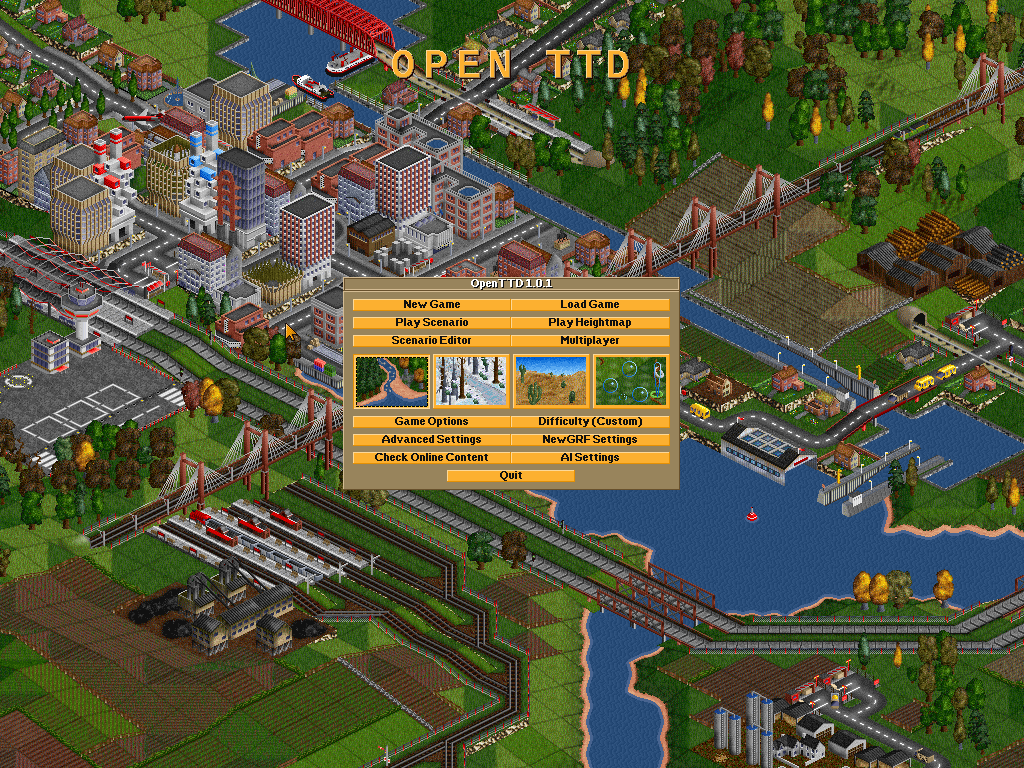
OpenTTD, un videojuego libre de simulación económica.

Los videojuegos de simulación económica (también conocidos como "tycoon", "economic simulationgames" o "business game") simulan, como lo dice el nombre, una economía. La mayoría de estos videojuegos se basan en construir, planear y pensar cómo enfrentar diversos desafíos durante el videojuego. Este tipo de videojuegos son principalmente estratégicos.
En los videojuegos de simulación económica, rara vez se interactúa con unidades (como ciudadanos, individuos o vehículos), sino que se establecen o determinan los cimientos para su situación. Por lo tanto, todos los efectos en la población serán indirectos. En la mayoría de los casos se simula la gestión de una empresa en competencia con otras en un libre mercado.
Uno de los ejemplos más puros de simulador económico es Capitalism, un simulador empresarial en el que se construye un imperio industrial y financiero. Otro ambicioso simulador empresarial es Transport Tycoon, un videojuego similar en apariencia a SimCity 2000 pero en el que se diseña una infraestructura y empresa de transporte para diversas ciudades.
Otro ejemplo importante es la saga Anno, en el que se trata de construir una colonia en islas del Caribe, exceptuando su última entrega que se desarrolló en Oriente.
LABSAG (Laboratorio de Simulación en Administración y Gerencia) es un simulador completo de consta de 10 simuladores en uno, permite tomar decisiones en línea (Internet) y competir contra equipos humanos.
Virtonomics es un juego de simulación de negocios y economía que permite a sus usuarios aprender los elementos de administración.

Otros juegos de este estilo, (posiblemente más Conocidos) son Jurassic Park:Operation Genesis o Zoo Tycoon 2